# Words (Don't Come Easy)
Words (Don't Come Easy) è un singolo del cantante francese F.R. David, pubblicato nel 1982 come primo estratto dal primo album in studio Words.

## Successo commerciale
La canzone ha venduto oltre 8 milioni di copie in tutto il mondo, piazzandosi al 2º posto nella classifica britannica nella primavera del 1983 ed al 1º posto nella classifiche di Italia, Germania, Svizzera, Svezia e Norvegia.

## Cover
Nel 1993 Fiorello ha inciso una cover in italiano del brano, dal titolo Puoi, inserita nell'album Spiagge e lune.
Un'altra cover del brano è stata realizzata dalla cantante spagnola Soraya Arnelas, che l'ha inclusa nell'album La Dolce Vita del 2007 e l'ha pubblicata come singolo, raggiungendo il 6º posto nelle classifiche spagnole.
Nel 2011 il cantante tedesco Mark Ashley ha realizzato una cover del brano inserendola nel suo ottavo album Tango In The Night.